# Marcelo Costa de Andrade
Marcelo Costa de Andrade (n. 2 de enero de 1967) es un asesino en serie brasileño. Acusado de haber violado y asesinado a 14 niños varones en la ciudad de Itaboraí a unos 30 kilómetros de Niterói, en el Estado de Río de Janeiro durante el año 1991.

## Biografía
Marcelo Costa de Andrade nació el 2 de enero de 1967 en Río de Janeiro, Brasil y creció en la favela de Rocinha. Fue golpeado y abusado sexualmente con regularidad cuando tenía alrededor de diez años de edad y comenzó a prostituirse a la edad de catorce años. Fue enviado a un reformatorio, pero más tarde se escapó. A los 16 años, Andrade comenzó una relación con un hombre mayor y a los 17 años trató de violar a su hermano de diez años. A los 23 años terminó la relación con su pareja y se trasladó de nuevo con su familia. Encontró un trabajo mal pagado y comenzó a asistir a la Iglesia Universal del Reino de Dios.

## Crímenes
Desde abril a diciembre de 1991, Andrade violó y mató a 14 jóvenes de entre 6 y 13 años, atraía a los niños a lugares apartados para violarlos, y luego estrangularlos o golpearlos hasta la muerte. También tuvo relaciones sexuales con los cadáveres de sus víctimas. Él creía que el hacerlo los enviaría al Cielo. También bebió un poco de la sangre de las víctimas, para así poder "llegar a ser tan hermoso como ellas", según él.

## Último crimen y detención
El 16 de diciembre de 1991, Altair Medeiros de Abreu, de 10 años, habría salido con su hermano mayor, Ivan Medeiros de Abreu, a la casa de un vecino, que les había prometido un almuerzo. Ambos eran hijos de Zelia de Abreu quien tenía cinco hijos más.
Cuando los dos chicos pasaron por la estación central en Niteroi, los dos fueron abordados por Costa de Andrade, que, de acuerdo con Altair, les habría ofrecido unos cuatro mil cruzeiros a los dos, a cambio de ayudarle a realizar un ritual religioso. Los tres tomaron un autobús y bajaron en una playa desierta. En ese momento, Andrade intentó besar al chico mayor, que huyó asustado, pero fue capturado y luego cayó al suelo aturdido; Altair vio a su hermano Ivan siendo sodomizado por Andrade, el cual después del acto lo estranguló.
Costa de Andrade secuestró a Altair y lo llevó hasta la ciudad de Río de Janeiro. Según la posterior confesión del asesino, perdonó la vida al niño porque este le había parecido "agradable". Altair huyó del asesino en un momento que este se distrajo. Andrade fue detenido por la policía el 18 de diciembre de 1991.

## Internación
Fue declarado mentalmente insano el 26 de abril de 1993 y recluido en un Hospital Psiquiátrico en donde continúa internado hasta el día de hoy.
El único sobreviviente, Altair, murió poco tiempo después de leucemia.

## En la ficción
- Su caso es recreado en la serie Instinto asesino de Discovery Channel en el sexto y último capítulo de la primera temporada bajo el título de El Vampiro de Niteroi.